# Montebello
Montebello là một khu tự quản thuộc tỉnh Antioquia, Colombia. Thủ phủ của khu tự quản Montebello đóng tại Montebello Khu tự quản Montebello có diện tích 83 ki lô mét vuông. Đến thời điểm ngày 28 tháng 5 năm 2005, khu tự quản Montebello có dân số 8641 người.